# رانهي سونبي
رانهي أندريه سونبي (بالنرويجية: Ragnhild Andrine Sundby) (6 يونيو/حزيران 1922 – 29 نوفمبر/تشرين الثاني 2006) عالمة حيوان نرويجية مُتخصّصة في علم الحيوان. كانت أوّل بروفيسورة أنثى في الجامعة النرويجية لعلوم الحياة.

## حياتها المبكرة والتعليم
نشأت سونبي ابنة هالفور سونبي (مزارع) وفيلهيلمن ستوكي، في مزرعة في هوف في مقاطعة فستفولد جنوب النرويج. وبعد اجتياز امتحان شهادة الثانوية العامة في عام 1944، التحقت للمرّة الأولى بالمدرسة الوطنية للجمباز (Statens gymnastikkskole)، ثمّ درست علم الحيوان في جامعة أوسلو، وتخرّجت منها عام 1951. وحصلت فورًا على منحة دراسية من مجلس الأبحاث النرويجي للعلوم والإنسانيات من أجل البحث في أسباب التقلّبات غير الطبيعية في أعداد عث المناجم. ومُنحَت منصب مساعد باحث في جامعة أوسلو في عام 1955. وفي عام 1958، حصلت على درجة الدكتوراه وخلصت أطروحتها إلى أنّ تقلبات أعداد عث المنجم كانت في الأساس نتيجة الزنابير المتطفلة.

## حياتها المهنية
بفضل الدكتوراه، في عام 1958 عُيّنَت محاضرة كبيرة في كلية الزراعة النرويجية حيث كُلّفَت بتوسيع قسم علم الحيوان. وفي عام 1969، ترقّت إلى درجة الأستاذية الكاملة، وهي أول امرأة تشغل هذا المنصب في الكلية. وفي عام 1987، أصبحت أول نائبة لرئيس الجامعة.
في عام 1959، قضت سونبي 15 شهرًا في جامعة كاليفورنيا تعمل مع بول ديباتش خبير الوسائل البيولوجية (وليس الكيميائية) لمكافحة الحشرات. درسوا معًا آثار الزنابير المتطفلة على أضرار الحشرات المختلفة. خَلُصَ عملهم «انتقال تنافسي بين الحشرات المناظرة بيئيًا (1963)» إلى أنّ نوعين أو أكثر من المتطلبات البيئية المماثلة لا يمكن أن يعيشوا معًا. وعندما عادت سونبي إلى النرويج في عام 1960، تحوّل اهتمامها نحو السيطرة البيولوجية بشكلٍ متزايد من البحث إلى الحماية، حيث قدّمت مقترحات لبدائل عن المكافحة الكيميائية.
```
كما أنّها شاركت في القضايا البيئية. وبين عامي 1972-78 ترأست الجمعية النرويجية للحفاظ على الطبيعة (Norges Naturvernforbund) وكانت عضوة في Statens naturvernråd (مجلس الحماية الطبيعية) بين عامي 1974-1989.
[
4
]
```